# Jiral
Jiral fou un petit estat tributari protegit a la regió de Sankhera Mehwas, del grup Gori, a l'agència de Rewa Kantha, província del Gujarat, presidència de Bombai. Hi havia tres tributaris separats que governaven també els principats de Kamsoli Moti i Kamsoli Nani (d'eon el nom de Jiral Kamsoli) sent la superfície dels tres estats junts de 13 km². Els ingressos s'estimaven en 170 lliures i se'n pagaven set com a tribut al Gaikwar de Baroda. El 1870 els britànics van assolir l'administració pels conflictes entre els tres tributaris.